# Columba junoniae
La colomba dei lauri, piccione dei lauri, colomba dell’alloro o columba di Giunone (Columba junoniae Hartert, 1916) è un uccello della famiglia Columbidae, endemico delle isole Canarie.
È l'animale simbolo dell'isola di La Gomera.

## Distribuzione e habitat
La specie è endemica delle isole di La Palma, La Gomera, Tenerife ed El Hierro.
Popola la laurisilva e le foreste di conifere sino ai 1.000  di altitudine.